# 扁尾背甲鯰
扁尾背甲鯰，為輻鰭魚綱鯰形目甲鯰科的其中一種，為熱帶淡水魚，分布於南美洲巴西Tietê河流域，體長可達5公分，棲息在底層水域，生活習性不明。

## 外部連結
維基物種上的相關：扁尾背甲鯰